# 格雷格·安德森
格雷戈里·韦恩·安德森（英語：Gregory Wayne Anderson，1964年6月22日—），美国NBA联盟前职业篮球运动员。他在1987年的NBA选秀中第1轮第23顺位被圣安东尼奥马刺选中。